# Station Arches
Station Arches is een spoorwegstation in de Franse gemeente Arches.

## Treindienst
| Serie      | Treinsoort | Route                                                                                                  | Bijzonderheden |
| ---------- | ---------- | --- | -------------- |
| C 40       | TER (SNCF) | Metz-Ville – Pagny-sur-Moselle – Pont-à-Mousson – Nancy-Ville – Charmes – Épinal – Arches – Remiremont |                |
| TER 835800 | TER (SNCF) | Nancy-Ville – Blainville-Damelevières – Charmes – Épinal – Arches – Remiremont                         |                |